# 梨皮寶螺
梨皮寶螺（学名：Cypraea labrolineata）为寶螺科寶螺屬下的一个种。